# The Ultimate Fighter: Team GSP vs. Team Koscheck Finale
The Ultimate Fighter: Team GSP vs. Team Koscheck Finale (también conocido como The Ultimate Fighter 12 Finale) fue un evento de artes marciales mixtas celebrado por Ultimate Fighting Championship el 4 de diciembre de 2010 en el Palms Casino Resort en Las Vegas, Nevada.

## Historia
Este fue el primer evento de UFC que integró a las clases de peso pluma y peso gallo de World Extreme Cagefighting, que dobló ese mismo mes. También fue el primer evento en ofrecer a un peleador contratado del peso ligero de WEC (Pablo Garza) en un concurso de UFC, a pesar de que debutara en el UFC en el peso pluma.
Leonard García esperaba enfrentarse a Tyler Toner en este evento, pero se retiró de la contienda, Ian Loveland intervino en sustitución de García. Más tarde se informó que García se retiró para hacer frente a Nam Phan, después de que su oponente original Alex Caceres fue forzado a dejar la pelea debido a una lesión.
Nick Pace perdió peso para su pelea de peso gallo contra Will Campuzano, Pace erró el peso establecido de 135 por kilo. La pelea fue cambiada a una pelea de peso acordado y Pace recibió una multa de 20% de su cartera.

## Resultados
1. ↑  Final de Peso Ligero TUF 12.

## Premios extra
Cada peleador recibió un bono de $30,000.
- Pelea de la Noche: Nam Phan vs. Leonard García
- KO de la Noche: Pablo Garza
- Sumisión de la Noche: Cody McKenzie